# British Council

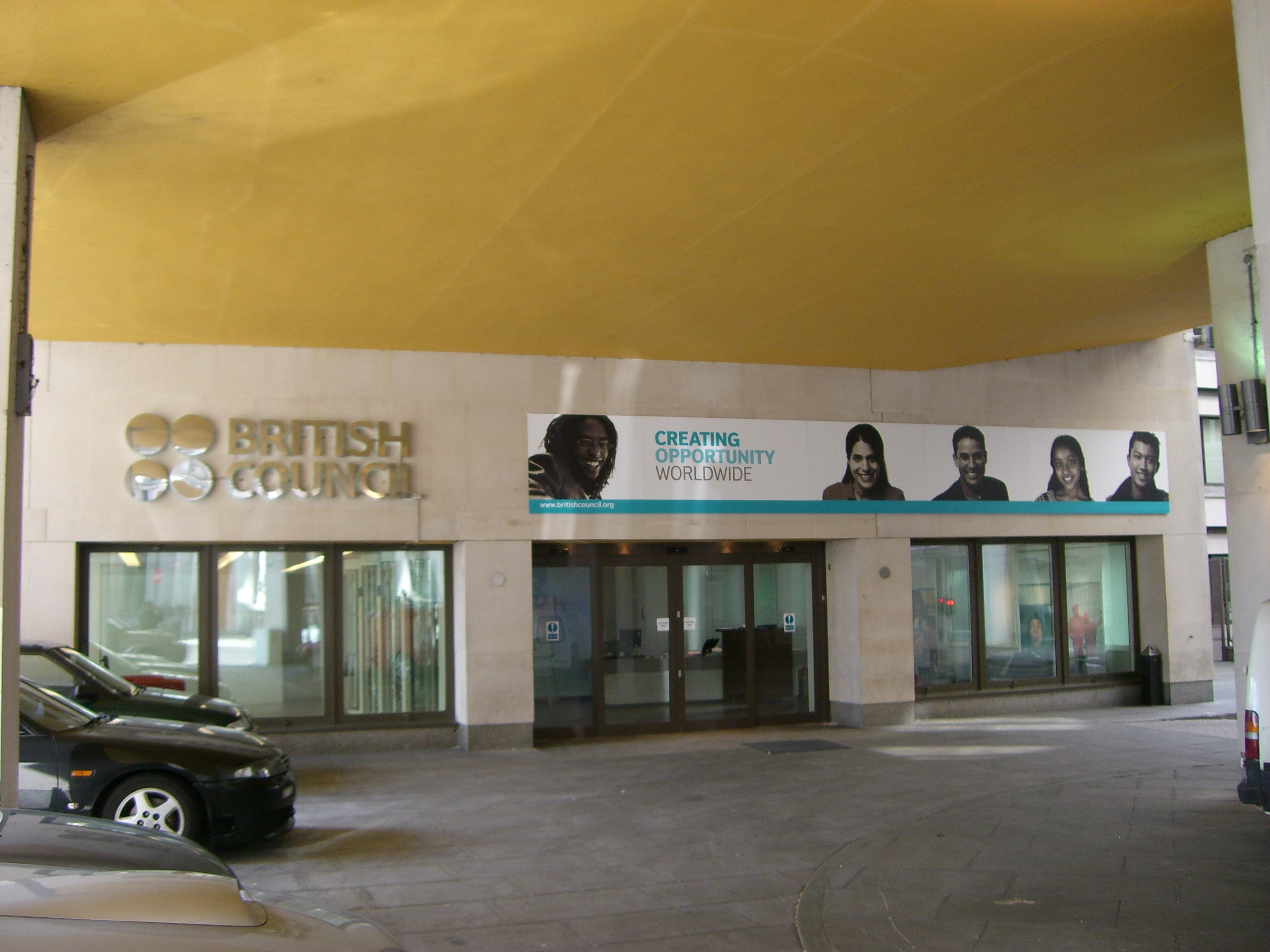
Imagem do British Council de Londres.

O British Council (lit. Conselho Britânico) é uma instituição pública do Reino Unido, um instituto cultural cuja missão é difundir o conhecimento da língua inglesa e sua cultura mediante a formação e outras atividades educativas. Além disso, esta entidade pública cumpre uma função relevante para melhorar as relações exteriores do Reino Unido. As suas sedes principais estão localizadas em Manchester e Londres. Foi fundada em 1934 com o nome de British Committee for Relations with Other Countries.
Este instituto é equivalente ao Instituto Camões português, ao Instituto Cervantes espanhol, ao Instituto Goethe alemão, à Sociedade Dante Alighieri italiana, à Aliança Francesa e ao Instituto Confúcio da China. Todos eles trabalham para divulgar suas respectivas culturas por todo o mundo, favorecendo deste modo o conhecimento de algumas das principais línguas mundiais.
No Brasil, foi um dos responsáveis pela criação do Colégio Técnico da Universidade Federal de Minas Gerais. Internacionalmente, é responsável pelo Sistema de avaliação na língua inglesa internacional, exame de proficiência conhecido como IELTS.
Em 2025, o British Council foi declarado uma organização indesejável na Rússia.

## Diretores
O conselho já teve como diretores:
1934–37 Lorde Tyrrell
1937–41 Lorde Lloyd
1941–45 Sir Malcolm Robertson
1946–55 Sir Ronald Adam
1955–59 Sir David Kelly
1959–67 Lorde Bridges
1968–71 Lorde Fulton
1971–72 Sir Leslie Rowan
1972–76 Lorde Ballantrae
1977–84 Sir Charles Troughton
1985–92 Sir David Orr
1992–98 Sir Martin Jacomb
1998–2004 Baronesa Kennedy of The Shaws
2004–09 Lorde Kinnock
2010– Atual Sir Vernon Ellis